# Мыдрец (Старозагорская область)
Мыдрец (болг. Мъдрец, буквально, "Мудрец" ) — село в Болгарии. Находится в Старозагорской области, входит в общину Гылыбово. Население составляет 869 человек.

## Политическая ситуация
В местном кметстве Мыдрец, в состав которого входит Мыдрец, должность кмета (старосты) исполняет Милчо Иванов Борисов (Земледельческий народный союз (ЗНС)) по результатам выборов правления кметства.
Кмет (мэр) общины Гылыбово — Николай Тонев Колев (инициативный комитет) по результатам выборов в правление общины.
Стоит сказать, что название села в переводе на русский язык означает "Мудрец".